# Едгар Лунгу
Едгар Чагва Лунгу (англ. Edgar Chagwa Lungu; 11 листопада 1956 — 5 червня 2025) — замбійський державний і політичний діяч, міністр внутрішніх справ, оборони та юстиції, президент Замбії від 25 січня 2015 року до 24 серпня 2021 року.

## Життєпис

### Ранні роки
Народився 11 листопада 1956 року у місті Ндола, що у провінції Коппербелт (Північна Родезія). 1981 року закінчив Університет Замбії, здобувши ступінь бакалавра права, 1982 року — Юридичний практичний інститут, а 1983 — курси «ZIALE», після чого почав працювати адвокатом у міністерстві юстиції, відділеннях компаній «ZCCM Investments Holdings» та «Barclays». Пізніше пройшов військові курси у Кабве. Згодом повернувся до юридичної практики та вступив до лав Об'єднаної партії за національний розвиток під керівництвом Андерсона Мазоки, але пізніше приєднався до Патріотичного фронту під керівництвом засновника партії Майкла Сата. Окрім того, Лунгу працював у різних приватних і громадських компаніях, перш ніж заснував свою власну юридичну фірму.

### Урядова діяльність

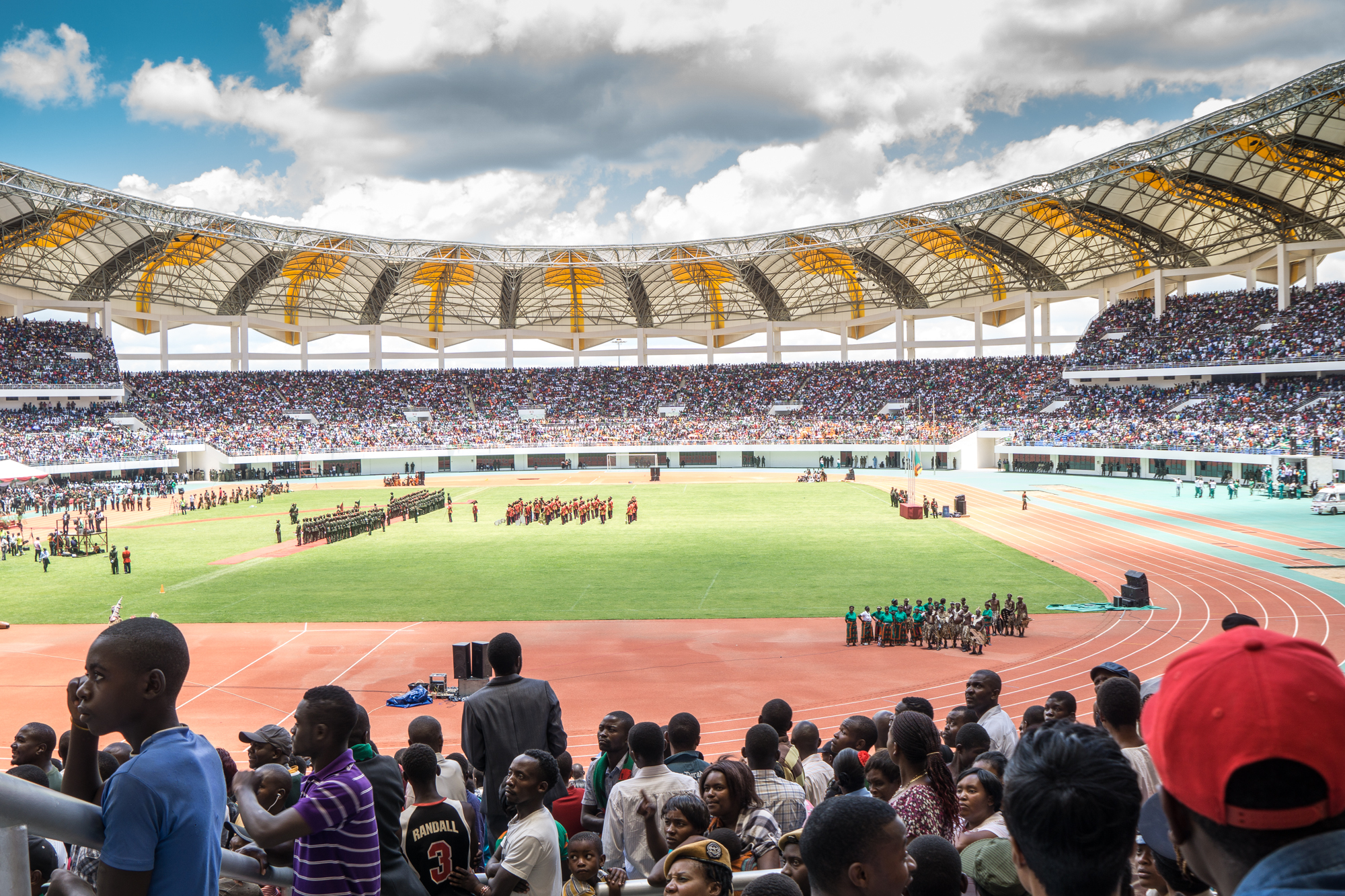
Церемонія інавгурації Едгара Лунгу, 25 січня 2015 року

Після того як Патріотичний фронт виграв вибори 2011 року, Лунгу став заступником одного з міністрів. 9 липня 2012 року отримав пост міністра внутрішніх справ. 24 грудня 2013 року став міністром оборони. 28 серпня 2014 року Лунгу був призначений на посаду міністра юстиції та генерального секретаря Патріотичного фронту.
28 жовтня 2014 року помер чинний президент Замбії Майкл Сата, а тимчасовим президентом, відповідно до вимог конституції, був призначений віцепрезидент Гай Скотт. 3 листопада Скотт звільнив Лунгу з посади генерального секретаря Патріотичного фронту й призначив на його місце члена парламенту Девіса Чаму. Вже 4 листопада Скотт оголосив, що Лунгу відновлений на посаді генерального секретаря.
На Генеральній конференції партії, що проходила з 29 до 30 листопада, Лунгу був обраний головою партії та кандидатом у президенти, оскільки решта претендентів на засіданні присутніми не були.

### На посаді президента
За результатами виборів, що відбулись 20 січня 2015 року, Едгар Лунгу здобув 48,33 % голосів виборців, натомість його суперник з Об'єднаної партії за національний розвиток Гакаїнде Гічілема — на два відсотки менше — 46,67 %.
25 січня Лунгу склав присягу як шостий президент Замбії. Того ж дня новий президент призначив на пост міністра юстиції Нгосу Сімбіакулу, якому доручив розробку нової конституції, а на посаду спеціального помічника з преси та зв'язків з громадськістю — Амоса Чанду.